# Su filindeu
Su Filindeu é o macarrão mais raro do mundo, que apenas três mulheres no mundo sabem fazer. A receita e a técnica de preparo do Su Filindeu (que significa "os fios de Deus"), há mais de 300 anos só é ensinada para as mulheres da família Abraini.
Em 2015, uma equipe de engenheiros da Barilla, uma das maiores fabricantes de massa da Itália, visitou Paola Abraini para ver se poderiam reproduzir a técnica dela com uma máquina. Não funcionou.
Em 2016 o famoso chef Jamie Oliver foi tentar aprender a preparar a massa. Depois de duas semanas tentando, sem sucesso, Oliver simplesmente desistiu.
Segundo a iniciativa "Arca do Sabor", da Slow Food International, que pretende classificar e preservar as tradições culinárias ameaçadas em todo o mundo, "o su filindeu é uma das comidas com maior risco de extinção, muito porque é tão difícil de fazer". Por isso, em meados de 2016, Paola Abraini foi filmada preparando o Su Filindeu pela equipe da revista de gastronomia Gambero Rosso.